# Nino Bule
Nino Bule (* 19. březen 1976) je bývalý chorvatský fotbalista.

## Reprezentační kariéra
Nino Bule odehrál za chorvatský národní tým v letech 1999–2004 celkem 3 reprezentační utkání.

## Statistiky
| Chorvatsko | Chorvatsko | Chorvatsko |
| Roky       | Zápasů     | Gólů       |
| ---------- | ---------- | ---------- |
| 1999       | 1          | 0          |
| 2000       | 0          | 0          |
| 2001       | 0          | 0          |
| 2002       | 1          | 0          |
| 2003       | 0          | 0          |
| 2004       | 1          | 0          |
| Celkem     | 3          | 0          |